# Pythagoras industrimuseum

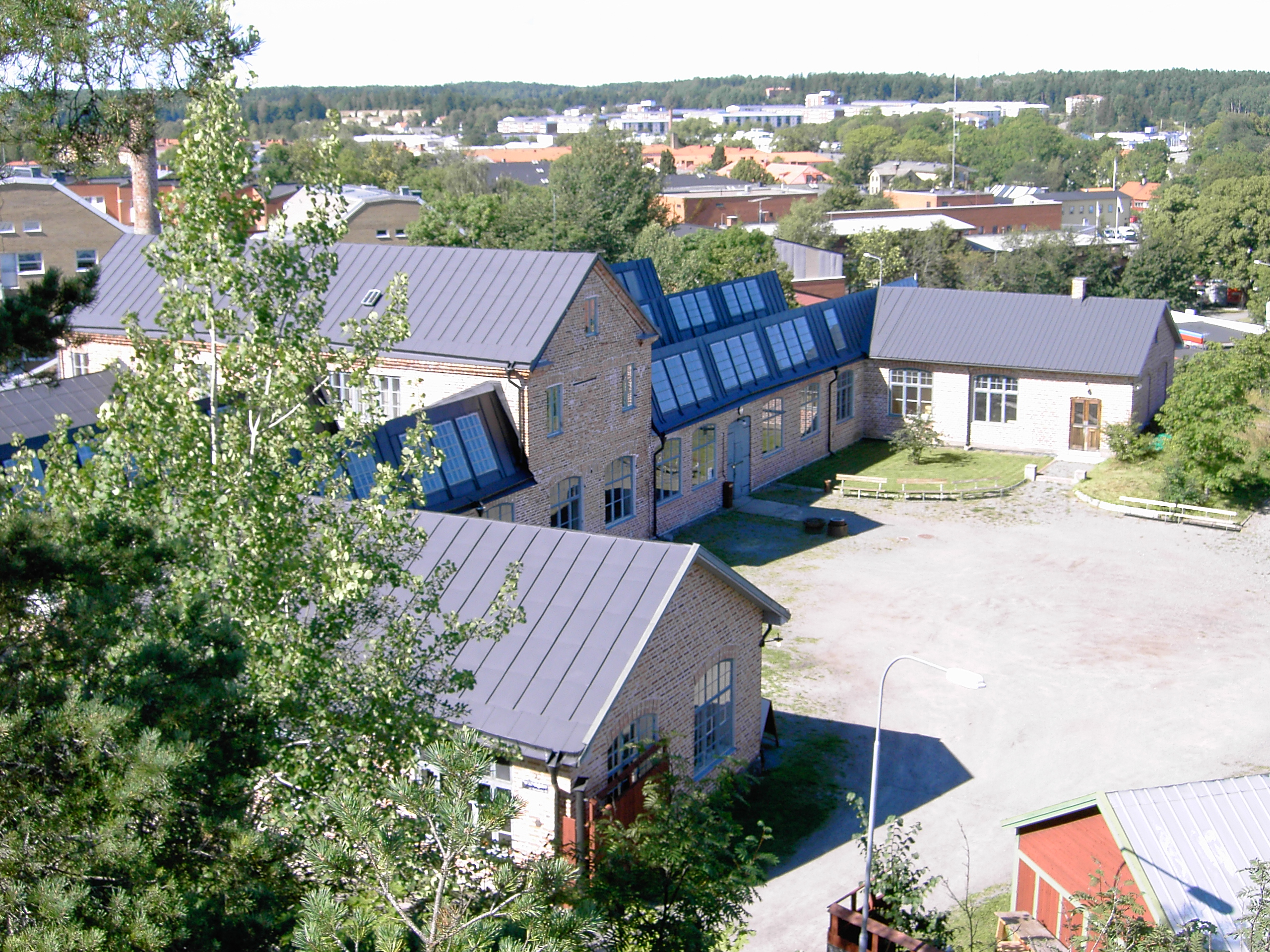
Pythagoras industrimuseum

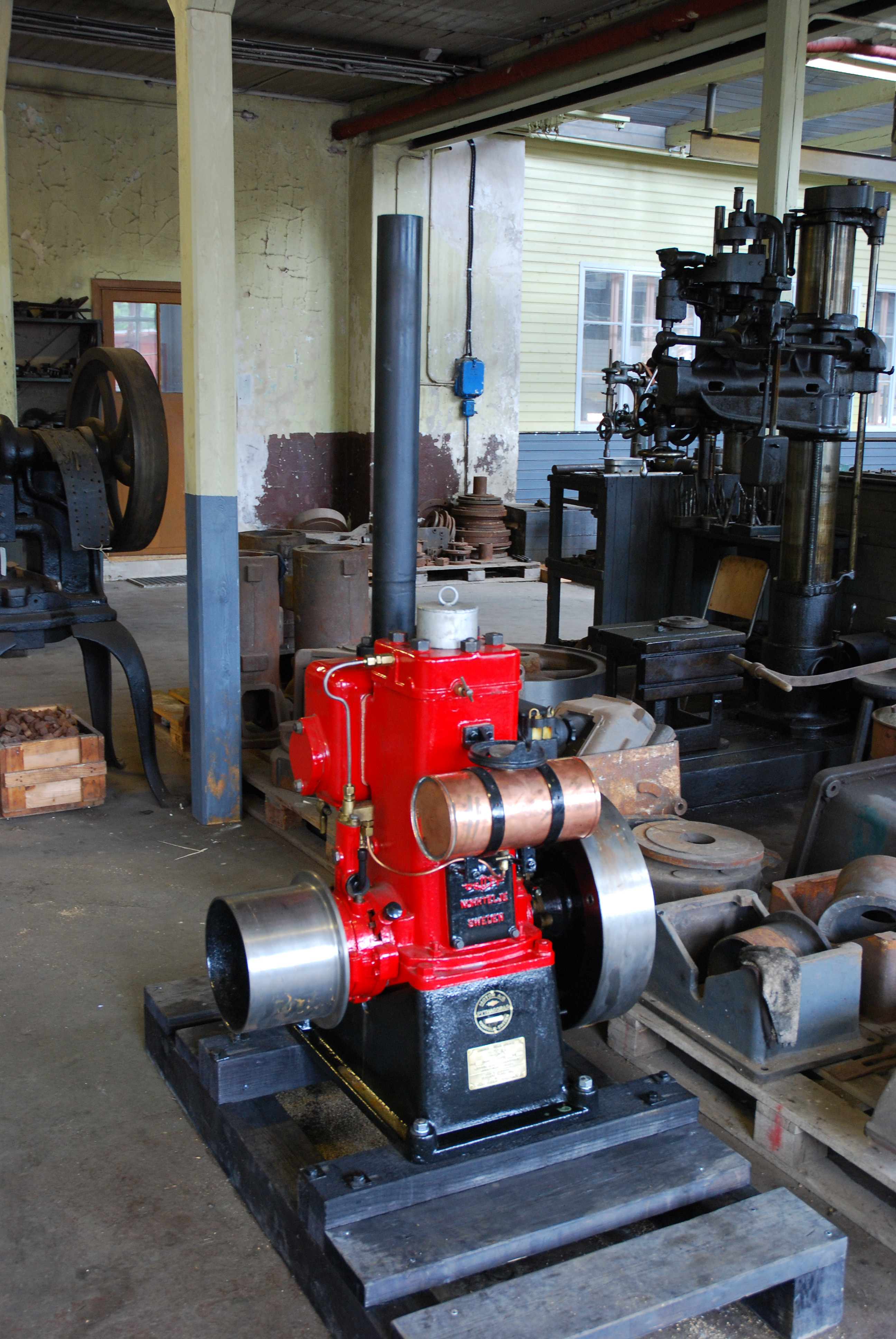
Motor av exportvarumärket "Drott", nybyggd på Pythagoras industrimuseum efter originalritningar från motorfabriken.

Pythagoras industrimuseum är inrymt i den tidigare Motorfabriken Pythagoras lokaler i Norrtälje. Här visas arbetsstationer, maskiner och kontor den från tillverkning av tändkulemotorer som inleddes i början av 1900-talet fram till företagets nedläggning 1979.
Motorfabriken Pythagoras är ett levande industriminne, komplett med fungerande produktionsanläggning och kontor.
AB Pythagoras grundades 1898 för att enligt stiftelseurkunden driva ”mekanisk, elektroteknisk eller annan fabriksrörelse”. De unga uppfinnare som bildat företaget var starkt intresserade av ockultism och talmystik. Sannolikt var det därför företaget döptes efter den antike filosofen Pythagoras.
År 1899 tog AB Pythagoras över aktiemajoriteten i AB Svenska Låsfabriken och fortsatte dess tillverkning av lås och beslag i eget namn.
År 1903 började företaget tillverka förgasar- och tändkulemotorer åt Svensk-Engelska Motoraktiebolaget. År 1906 tog AB Pythagoras över försäljning och utveckling av motorerna sedan Svensk-Engelska Motoraktiebolaget försatts i konkurs. AB Pythagoras fortsatte sedan att utveckla tändkulemotorn som sedan skulle bli stommen i företagets produktion.
Tillverkningen av lås och beslag upphörde 1910 och sedan dess var företaget helt inriktat på motortillverkning.
Efter en konkurs 1927 nystartades företaget under namnet Nya AB Pythagoras. Företaget gick i konkurs igen 1933, men ombildades en gång till. Från 1957, då under nya ägare, trappades verksamheten ned.
Pythagoras tillverkade tändkulemotorer under varumärken som Fram och Drott, vilka kom till användning bland annat i jordbruksmaskiner och på fiskebåtar och andra fartyg. En stor del av produktionen exporterades. Företaget var en gång Norrtäljes största industriföretag med ett 80-tal anställda.
Fabriken hotades i början av 1980-talet av rivning, men räddades av en grupp entusiaster. Motorfabriken byggnadsminnesförklarades 1992 och visas nu som ett levande museum. Museet ägs av Stiftelsen Motorfabriken Pythagoras och drivs av denna med hjälp av stödföreningen Pythagoras Vänner.